# بيتر فان در هايدن
بيتر فان در هايدن (مواليد 16 يوليو 1976) هو لاعب كرة قدم. يلعب مع منتخب بلجيكا لكرة القدم. سبق له أن لعب في كأس العالم لكرة القدم مع منتخب بلاده.

## روابط خارجية
- بيتر فان در هايدن على موقع الاتحاد الدولي (مؤرشف)  (الإنجليزية)
- بيتر فان در هايدن على موقع الاتحاد البلجيكي (الإنجليزية)
- بيتر فان در هايدن على موقع قاعدة بيانات كرة القدم.إي يو (الإنجليزية)
- بيتر فان در هايدن على موقع بيانات كرة القدم. دي إي (الألمانية)
- بيتر فان در هايدن على موقع ناشيونال فوتبول تيمز (الإنجليزية)
- بيتر فان در هايدن على موقع Soccerway.com (الإنجليزية)
- بيتر فان در هايدن على موقع عالم كرة القدم.نت (الإنجليزية)